# Јевгениј Лагунов
Јевгениј Александровић Лагунов рус. Евгений Александрович Лагунов, Архангелск, 14. децембар 1985) је руски пливач слободним стилом.
Лагунов живи и тренира у Санкт Петербургу као члан пливачког клуба ЦСКА. Члан је руске пливачке репрезентације од 2003. Учествовао је два пута на Летњим олимпијским играма. На првим 2004 у Атини учествовао је као члан штафете 4-их 100 метара слободно, кад су освојили 4. место. На Олимпијским играма 2008. у Пекингу, освојио је сребрну медаљу, као члан штафете Русије у пливању на 4 × 200 m слободно у саставу: Александар Сухоруков, Данила Изотов, Јевгениј Лагунов, и Никита Лобинцев. У квалификацијама је пливао и Михаил Полишук.
На светским првенствима у дугим базенима освојио је 3 сребрне и једну бронзану, а на европским 2 златне и 4 сребрне медаље. На светском првенству у кратким базенима освојио је 1 бронзану медаљу. Све медаље је освојио у такмичењима штафета.
У појединачној конкуренцији навећи успех постигао је освајањем сребрне медаље на 100 метара слободно у дугим базенима, на Европском првенству 2010. у Будимпешти. На европским првенствима у малим базенима освојио је још 3 бронзане медаље.

## Награде и признања
За своје успехе и заслуге у Русији је одликован као:
- Заслужни мајстор спорта Русије и
- Орден Заслуга за отаџбину — за изузетан допринос развоју физичке културе и спорта, високе спортске успехе на Олимпијским играма 2008. године у Пекингу.[1]

## Лични рекорди Јевгенија Лагунова
15. август 2010.
| Дисциплина   | Базен | Резултат | Датум              | Место            | Такмичење.                                | Бел. |
| ------------ | ----- | -------- | ------------------ | ---------------- | ----------------------------------------- | ---- |
| 50 слободно  | 50 м  | 22,10    | 28. април 2009.    | Москва Русија    | Отворено првенство Русије у пливању 2009. |      |
| 50 слободно  | 25 m   | 20,89    | 10. децембар 2009. | Истанбул Турска  | ЕП 2009.                                  |      |
| 100 слободно | 50 м  | 47,90    | 26. јул 2009.      | Рим, Италија     | Светско првенство у пливању 2009.         |      |
| 100 слободно | 25 м  | 45:36    | 11. децембар 2009. | Истанбул, Турска | ЕП 2009.                                  |      |
| 200 слободно | 50 м  | 1:47,62  | 31. јул 2008.      | Рим, Италија     | Светско првенство у пливању 2009.         |      |
| 200 слободно | 25 м  | 1:43,33  | 15. новембар 2009. | Берлин, Немачка  | Фина светски куп 2009.                    |      |